# Max Stirner
(Max Stirner, L'Unico e la sua proprietà)
Max Stirner, pseudonimo di Johann Caspar Schmidt (Bayreuth, 25 ottobre 1806 – Berlino, 26 giugno 1856), è stato un filosofo tedesco, importante pensatore post-hegeliano, che sviluppò particolarmente le concezioni di alienazione sociale e autocoscienza. Stirner è considerato come un importante intellettuale delle correnti di individualismo, egoismo etico, nichilismo, esistenzialismo, postmodernismo e fu uno dei precursori della teoria della psicoanalisi.
È stato identificato anche come fautore di posizioni radicalmente antistataliste, sebbene non assolute in quanto si limita a negare l'uso rivoluzionario dello Stato, fondanti una primordiale concettualizzazione di anarchia, basata sull'assenza di una morale valida per tutti.
Stirner ha avuto molti ammiratori (anarchici, futuristi, illegalisti, situazionisti, nicciani, antipolitici, elitisti e perfino reazionari-controrivoluzionari e fascisti) da una parte, e molti detrattori o critici dall'altra, come i comunisti, che lo accusarono d'opportunismo, molti liberali e gli anarco-capitalisti, che invece gli contestarono certe conclusioni logico-concettuali della sua definizione d'individuo, per il quale potrebbe dunque fornire un viatico morale a «dittatori», «conquistatori», «guerrafondai», «delinquenti» e «parassiti pseudo-rivoluzionari» ed infine i religiosi, che lo tacciarono di filo-libertinismo per il suo ateismo immoralista. Isolato e solitario, fu anche definito, da Fritz Mauthner, un semplice «ribelle interiore» apolitico, interpretando istanze morali individuali non politiche.
Giovane esponente della sinistra hegeliana, poi distaccatosene a causa del loro imperante idealismo, Stirner viene generalmente ritenuto un precursore dell'esistenzialismo ateo, del nichilismo e dell'anarco-individualismo, sebbene il suo anarchismo, in senso stretto, non sia propriamente da intendersi come una qualche ideologia a sbocco movimentista, in quanto le sue idee furono fondamentalmente di natura etico-morale ed a carattere rigorosamente individuale. In vita fu descritto come una persona schiva e modesta, e nei suoi scritti agì e parlò unicamente per sé, non indicando mai - direttamente od indirettamente - ad alcuno di compiere alcuna azione politica organizzata e non adoperò il termine anarchico per definirsi o per designare il suo pensiero (ad avvicinare Stirner all'anarchismo fu polemicamente Friedrich Engels che lo definì come un precursore di Bakunin). Più che chiedere o impegnarsi attivamente per l'abolizione dello Stato, egli semplicemente ne rifiuta filosoficamente la pretesa legittimità.
Stirner nega esplicitamente di sostenere una posizione filosofica assoluta, aderendo dunque al relativismo, aggiungendo inoltre che dovendosi necessariamente assegnare a un qualche «-ismo» preferirebbe che sia «l'egoismo», parola che dal punto di vista filosofico non porta il significato negativo di colui che fa solo il suo interesse danneggiando gli altri. L'Unico di Stirner infatti agisce per sé, senza proporre ipotesi di governi o più in generale una qualche azione politica. Ciononostante, il suo pensiero esercitò una certa influenza sul movimento anarchico organizzato a partire dal secolo successivo, in particolar modo su quella corrente denominata poi anarco-individualismo, ma anche sulle correnti dell'anarco-comunismo e dell'anarco-sindacalismo. Viene qualche volta associato all'egoismo psicologico (ossia l'idea secondo cui ogni individuo faccia qualsiasi azione, anche altruistica, per un mero fine egoistico), ma questa ipotesi fu rigettata dallo stesso Stirner.
Principalmente nel suo opus magnum, intitolato L'Unico e la sua proprietà, Stirner sostiene come le religioni e le ideologie siano sostanzialmente fondate su superstizioni, denunciando dunque come tali il comunismo, il liberalismo, il nazionalismo, il socialismo, lo statalismo e l'umanesimo, anche se in realtà non vi si esprime in totale contrasto. Egli mantiene comunque una minima parte di etica e altruismo, se l'egoista ritiene giusto associarsi con altri. Lo Stato, come ogni organismo autoritario, è invece il nemico naturale dell'individuo. Tuttavia nell'ideologia stirneriana egli può servirsene, aggirandone le regole fino a che ne ha bisogno, cosa che separa Stirner dalle concezioni liberali, proprio come il suo anticapitalismo di fondo, alternativo a ogni concezione socioeconomica borghese.

## Biografia

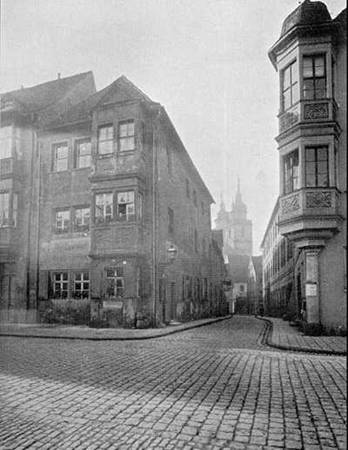
Il luogo di nascita di Stirner a Bayreuth, nella Baviera settentrionale, all'epoca parte del Regno di Baviera

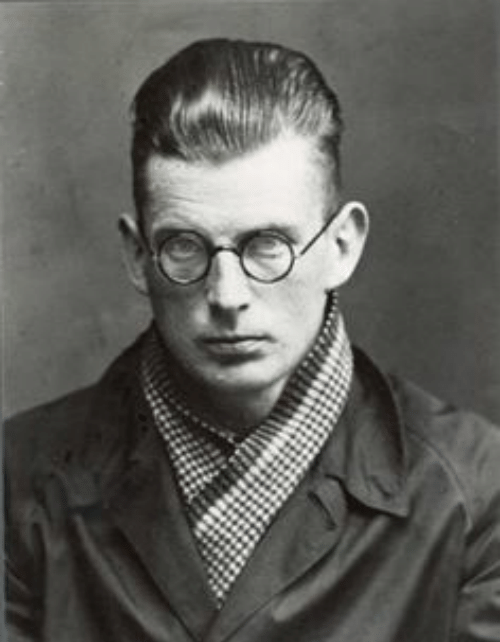
Fotografia giovanile di Samuel Beckett, spesso erroneamente associata a Stirner

Le informazioni sulla vita di Stirner sono poche e frammentarie, tanto che la maggior parte di esse si conoscono grazie a John Henry Mackay, che pubblicò nel 1898 la prima biografia di Stirner, raccogliendo informazioni da varie fonti, come documenti e testimonianze scritte e orali, e contribuendo alla sua fortuna postuma. Di lui manca qualsiasi fotografia o ritratto sicuro eseguito da contemporanei, se si esclude una caricatura del gruppo dei Liberi e un disegno, entrambi opere a matita e di scarso valore artistico, eseguiti da Friedrich Engels su richiesta di Mackay, a memoria e circa quarant'anni dopo, fatto che ha dato origine a equivoci, tanto che spesso alcune foto di autori correlati al suo pensiero come l'anarco-individualista statunitense Benjamin Tucker o altri come Rudolf Steiner e Samuel Beckett vengono confuse popolarmente per immagini di Stirner. Un ritratto coevo di Stirner, l'unico mai realizzato, venne forse fatto eseguire sul letto di morte del filosofo dall'amico e collega Bruno Bauer, ma è andato perduto. Secondo alcuni, come riporta Mackay, i ritratti potevano essere due e non si sa se Bauer fece eseguire un dagherrotipo post mortem di Stirner o una maschera mortuaria come era d'uso, dato che nulla è stato ritrovato.

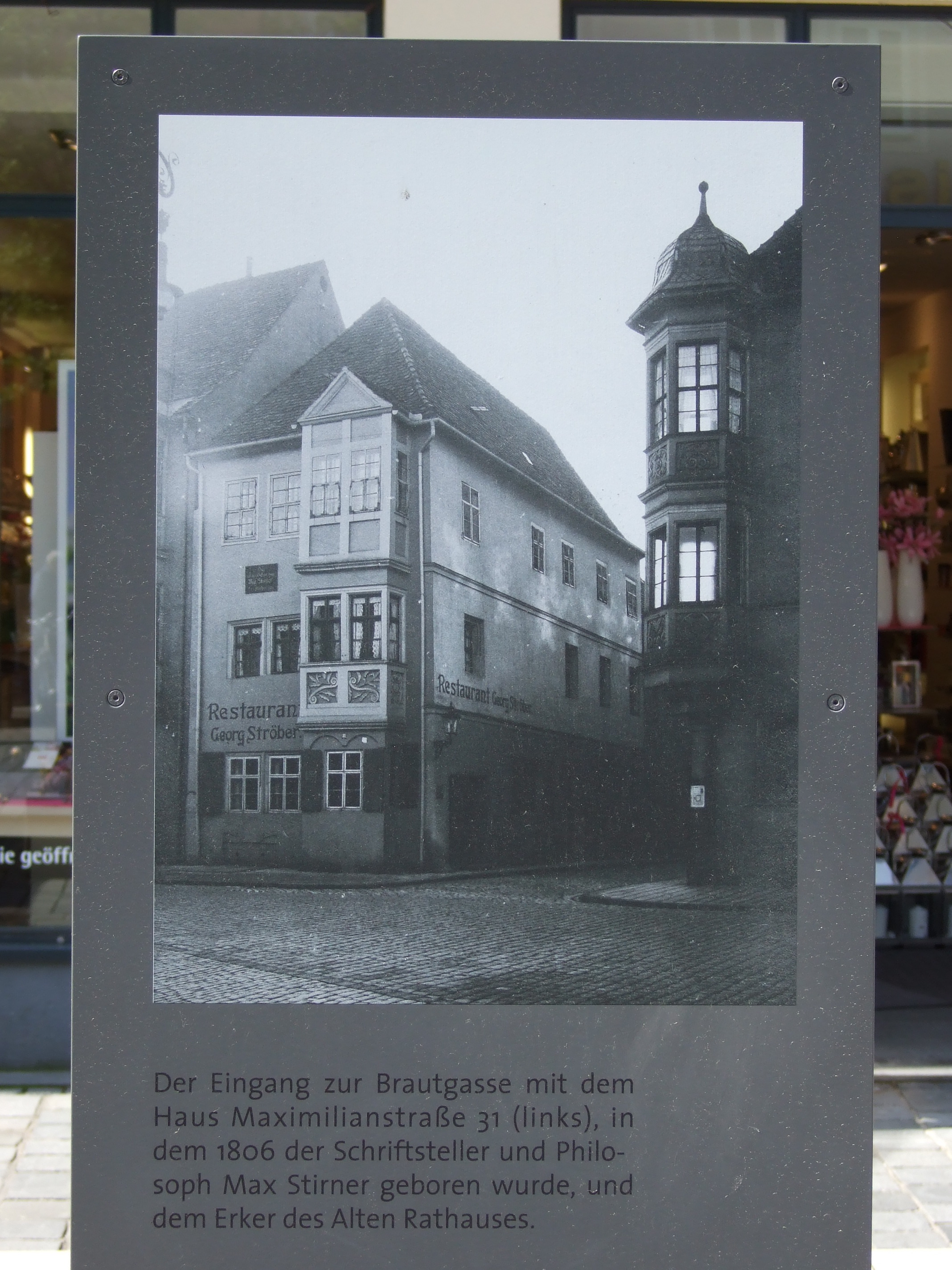
«L'ingresso alla Brautgasse della casa Maximilianstraße 31 in cui lo scrittore e filosofo Max Stirner nacque nel 1806 e la vetrata del vecchio municipio»

Altri suoi ritratti vennero eseguiti sulla base degli schizzi di Engels, come quello di Félix Vallotton nel 1900 o molti dipinti e illustrazioni recenti, sia amatoriali che di pittori di professione. Talvolta viene raffigurato con i capelli neri, ma in realtà era biondo, come risulta dalle testimonianze. Mackay raccolse infatti da conoscenti una sua descrizione fisica e caratteriale:
(John Henry Mackay)
Il suo pseudonimo deriva da un soprannome che gli era stato dato dai compagni di scuola proprio a motivo della sua alta fronte. La parola tedesca «Stirn» significa appunto fronte.

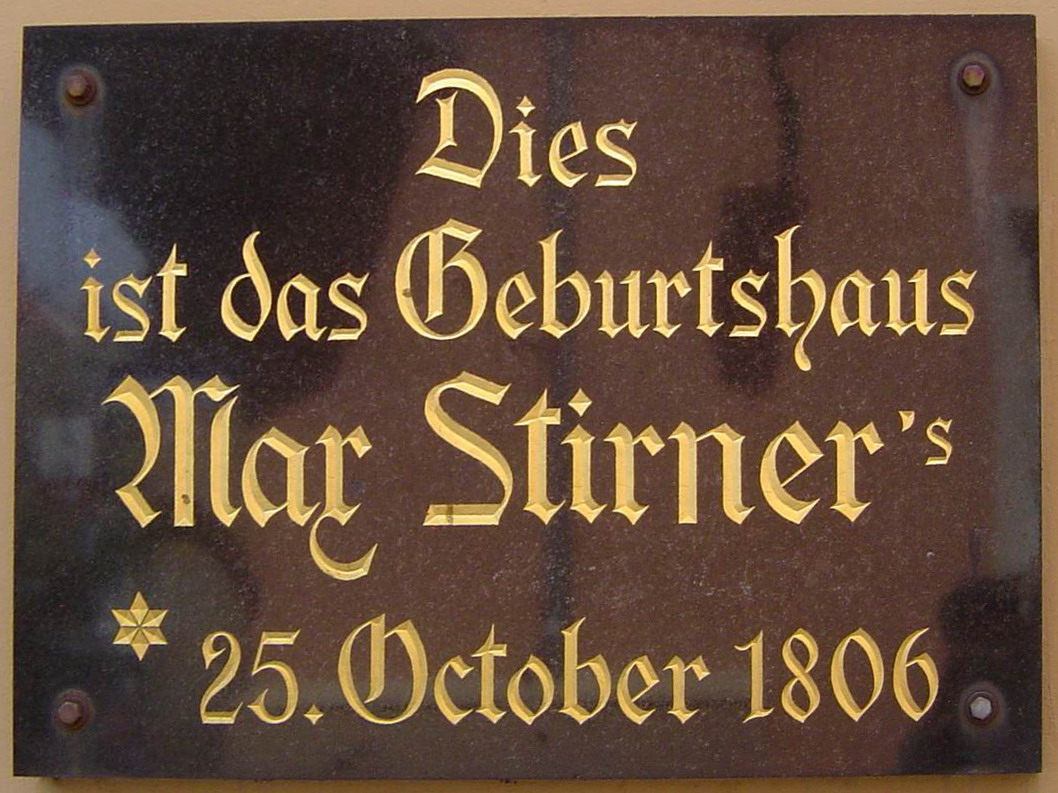
Targa commemorativa della casa natale di Stirner, demolita nel 1970

Nei ritratti è rappresentato sempre senza i baffi descritti. Anche Engels ha lasciato qualche descrizione più che altro caratteriale:
(Friedrich Engels)
Engels ha inoltre scritto di Stirner sotto forma di una poesia satirica, riportata da Henri Arvon:
(Friedrich Engels)
Di carattere riservato, Stirner condusse un'esistenza abbastanza appartata e solitaria (a parte qualche anno come membro del gruppo della sinistra hegeliana), non immune da eventi tragici e difficoltà.

### Giovinezza, studi e famiglia

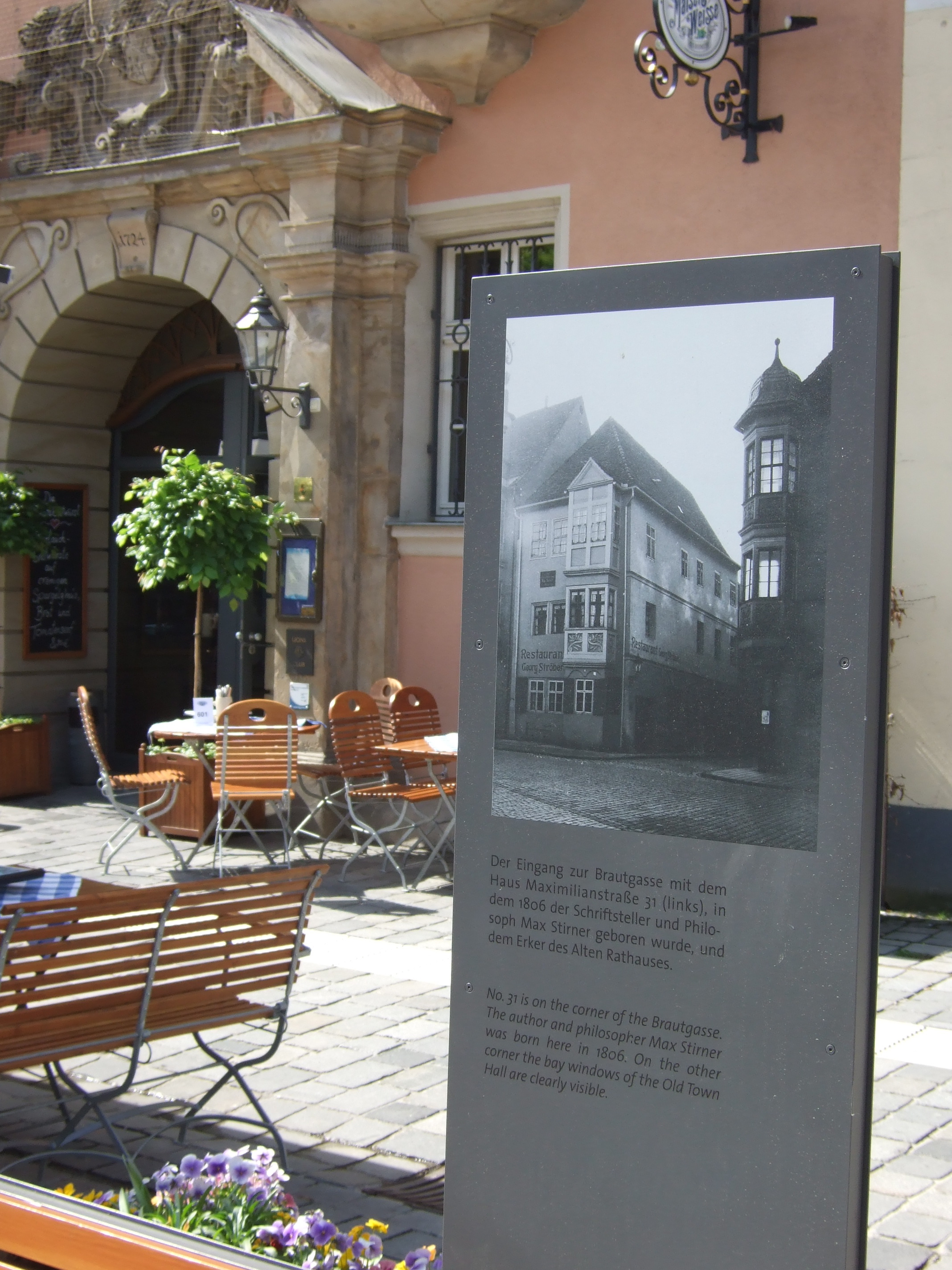
Casa natale di Stirner

Johann Kaspar Schmidt nacque il 25 ottobre 1806 a Bayreuth, città della Baviera settentrionale e all'epoca parte del Regno di Baviera, figlio di Albert Christian Heinrich Schmidt (1769–1807), un intagliatore di flauti e di altri strumenti musicali; e di Sophia Eleonora Reinlein, entrambi luterani. Circa sei mesi dopo la sua nascita il padre morì di emorragia seguita a eccessivo sforzo fisico all'età di trentasette anni e dopo due anni la moglie si risposò con un aiuto-farmacista, Heinrich Ballerstedt. La madre e il patrigno si trasferirono a Kulm, allora sotto controllo prussiano. Il bambino all'inizio rimase con una zia, ma li raggiunse più tardi.

Monogramma di Stirner da lui usato talvolta come autografo composto dalle lettere M e S, componenti il simbolo del segno zodiacale dello Scorpione

Nel 1818 a dodici anni tornò a Bayreuth e fu accolto dalla famiglia del padrino. Nel 1819 intraprese gli studi classici al Gymnasium locale. Nel 1826 si iscrisse all'Università di Berlino, dal 1828 al 1829 frequentò l'Università di Erlangen e nel 1829 l'Università di Königsberg in Prussia. Il tutto durò cinque semestri di studio, seguiti poi da un lungo viaggio per la Germania, dove riuscì a seguire qualche lezione di Friedrich Schleiermacher e Georg Wilhelm Friedrich Hegel, di quest'ultimo in particolare quelle sulla filosofia delle religioni, sulla storia della filosofia e sulla filosofia dello spirito soggettivo. Nel 1833 si trasferì a Berlino, dove studiò per due semestri a cui seguirono ulteriori interruzioni, dovute forse ai problemi mentali che afflissero la madre, che lo portò con sé nella capitale. Nelle lezioni di Hegel venne a conoscenza anche dell'antica filosofia del taoismo cinese di Lao-tzu, che tratta in minima parte nel suo corso.
Nell'aprile 1835 Stirner fu candidato all'insegnamento di cinque materie (filosofia, storia, lingue antiche, tedesco e istruzione religiosa), ma non accettò e si limitò a fare lezioni di latino gratuite per diciotto mesi. Nel 1837 sposò la figlia di ventidue anni della sua padrona di casa Agnes Klara Kunigunde Burtz, che morì di parto un anno dopo dando alla luce un figlio, nato prematuro e di cui non si sa nulla. Da una nota dello stato civile di divorziato di Stirner, al momento della morte («non madre, non moglie, non figli», seppure la madre fosse in realtà ancora in vita e internata in manicomio) si può dedurre che il figlio di Stirner non sia vissuto a lungo. Il suo patrigno morì nel 1835 e nel 1837 sua madre fu ricoverata in un manicomio di Berlino, dove secondo Mackay morì nel 1859.

### Liberi e sinistra hegeliana

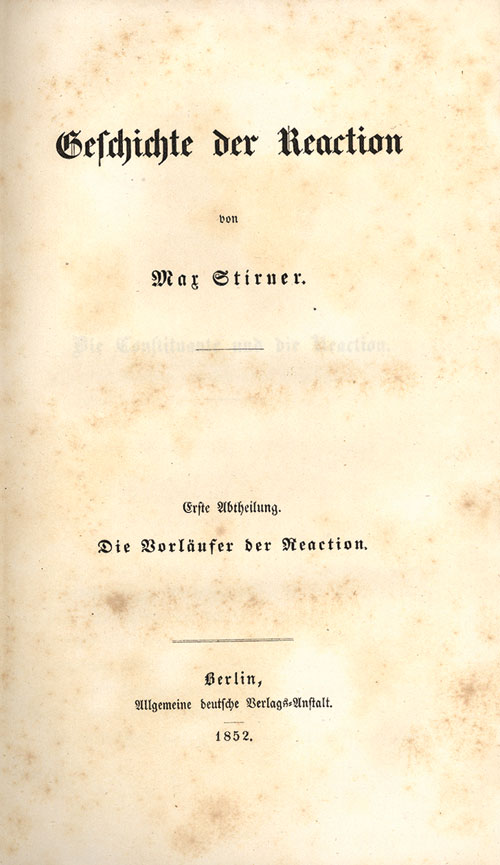
Copertina di Storia della reazione (1852)

Nel 1839 ottenne la cattedra di insegnante di storia e letteratura alla Lehr- und Erziehungsanstalt di Mme. Gropius, una scuola per ragazze dell'alta borghesia, situata al numero 4 del Köllnischer Fischmarkt, Berlino. Nello stesso anno frequentava un gruppo di giovani Hegeliani chiamati Die Freien (Liberi), tra cui figurano tanti nomi che avrebbero poi composto parte della filosofia tedesca del XIX secolo come Bruno Bauer, Arnold Ruge, Ludwig Feuerbach, Friedrich Engels e in seguito anche Karl Marx. Engels e Stirner erano molto amici, ma non è chiaro se egli frequentò mai di persona Marx. I Liberi erano soliti riunirsi da Hippel's, una birreria sulla Friedrichstraße. Un famoso contemporaneo di Stirner, nonché conterraneo prussiano e collega, fu anche Arthur Schopenhauer, giovane insegnante e collega di Hegel (nonché suo grande critico), ma entrambi sembrano ignorare la reciproca esistenza.

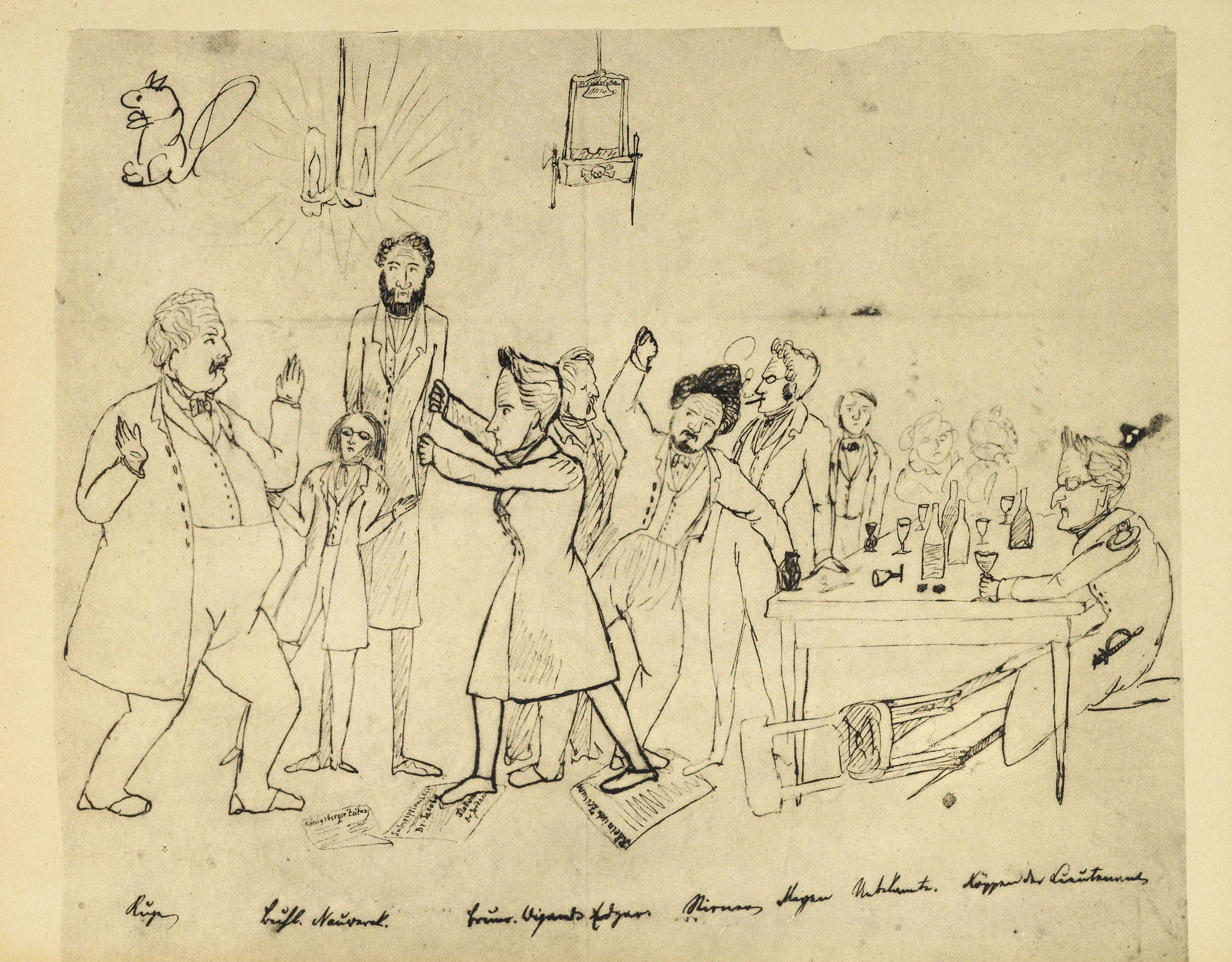
Il bozzetto originale della famosa caricatura detta Riunione del gruppo dei Liberi, con ritratto di Max Stirner di Friedrich Engels, realizzata diversi decenni dopo su richiesta di John Henry Mackay. Da sinistra a destra: Arnold Ruge, Ludwig Bühl, Carl Nauwerk, Bruno Bauer, Otto Wigand, Edgar Bauer, Max Stirner (in piedi con la sigaretta in bocca), Eduard Meyen, tre non identificati e Karl Friedrich Köppen (l'uomo seduto che porta una capigliatura e gli occhiali simili a Stirner). Lo scoiattolo rappresenta simbolicamente il ministro prussiano dell'educazione Johann Albrecht Friedrich Eichhorn. Appesa al muro c'è una ghigliottina.

In questo gruppo conobbe anche Marie Wilhelmine Dähnhardt (1818–1902), che poi nel 1843 divenne la sua seconda moglie. Ernst Dronke nella sua opera Berlin, in cui descrive il clima berlinese della metà degli anni quaranta del XIX secolo, rievoca la scandalosa scena del matrimonio, con gli amici che incuranti giocano a carte, gli sposi che si sono dimenticati gli anelli e Bruno Bauer che per rimediare ne toglie due di ottone dal suo borsellino.
I suoi primi scritti risalgono al 1842, quando pubblicò due corti articoli sulla Rheinische Zeitung, testata giornalistica fondata da Karl Marx nello stesso anno: Das unwahre Prinzip unserer Erziehung oder der Humanismus und Realismus (Il falso principio della nostra educazione o dell'umanesimo e realismo) e Kunst und Religion (Arte e religione). Il primo è un articolo pedagogico che propone il contrasto verso l'educazione dei bambini secondo norme esterne e una maggiore coltivazione delle loro predisposizioni con lo scopo di renderli caratteri sovrani, il secondo la recensione dell'opera di Bruno Bauer La tromba dell'ultimo giudizio contro Hegel ateo ed anticristo. Contribuì anche al Leipziger Allgemeine Zeitung.

### Pubblicazione deL'Unico e la sua proprietàe ultimi anni

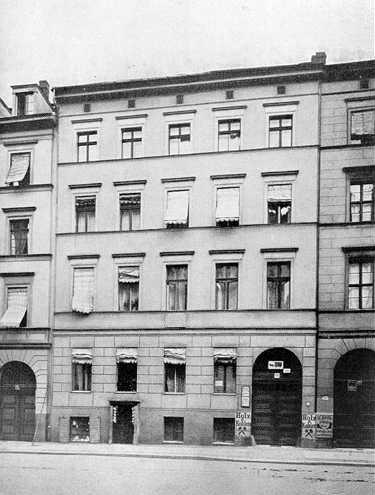
L'ultimo domicilio di Stirner

La stesura della sua opera maggiore, L'Unico e la sua proprietà, avvenne tra il 1843 e la metà del 1844. Venne stampata alla fine del 1844, essendo già disponibile a novembre, ma l'edizione è comunque postdatata al 1845. L'Unico e la sua proprietà viene sequestrato dalla censura, ma subito dissequestrato poiché ritenuto dalle autorità così incomprensibile e assurdo da essere poco pericoloso. L'opera ebbe un discreto successo critico, attaccò ed ebbe risposta da Bruno Bauer, Ludwig Feuerbach, Moses Hess e Arnold Ruge. A ciò seguì la critica di Engels e Marx ne L'ideologia tedesca, in particolare nella parte denominata «San Max». Attrasse anche l'attenzione di letterati quali Bettina von Arnim e Kuno Fischer.

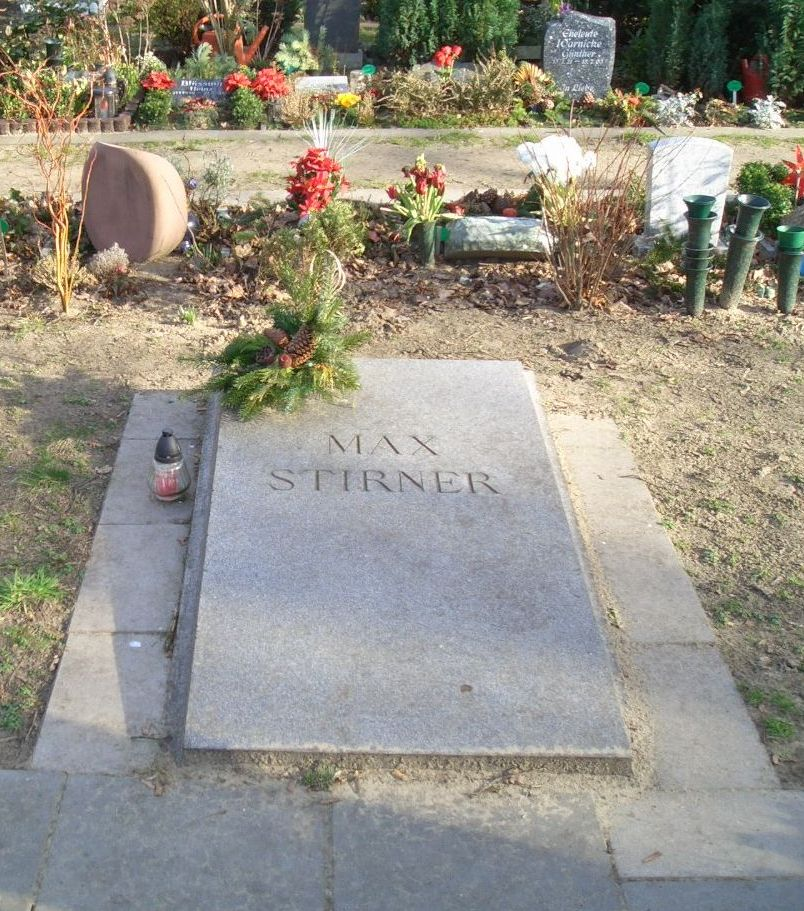
Tomba di Stirner al cimitero protestante di Santa Sofia nel quartiere Mitte di Berlino

Subito prima della pubblicazione del libro Stirner lasciò il suo lavoro e visse per due anni sperperando l'eredità della moglie, che lo lasciò alla fine del 1846, partendo con un altro uomo per l'Inghilterra e poi per l'Australia. Avrebbe poi scritto a Mackay che non aveva mai amato né rispettato il marito (essendo lei divenuta poi una fervente credente cattolica e andando a vivere in una comune) ed era perciò abbastanza riluttante a parlarne. Disse che Stirner era «un uomo astuto» e che la loro unione fu principalmente una coabitazione più che un matrimonio. Morì a Londra nel 1902 dopo aver cambiato nome in Mary Smith. La dedica de L'Unico e la sua proprietà è a Marie, sebbene qualcuno abbia sottolineato un certo sarcasmo in questa azione.

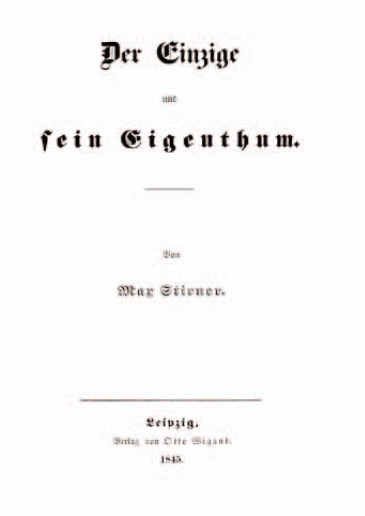
Copertina de L'Unico e la sua proprietà (1844)

Successivamente Stirner, che aveva investito (in gran parte finanziato dalla moglie stessa) con scarso successo in un'impresa di trasporto e vendita del latte, finì due volte arrestato per debiti (dal 5 al 26 marzo 1853 e dal 1º gennaio al 4 febbraio 1854) e nemmeno il denaro della madre (peraltro scarso), entrato in suo possesso a causa dell'infermità mentale e fisica della donna, bastò a coprirli. Si mise allora a lavorare come traduttore, traducendo in tedesco Jean-Baptiste Say e Adam Smith e forse scrivendo qualcosa per il Journal des österreichischen Lloyd, più che altro articoli di critica letteraria; scrisse poi due risposte ai detrattori, Il falso principio della nostra educazione e La società degli straccioni (una dura critica sia al comunismo marxiano sia al liberalismo borghese). Compilò anche una Storia della reazione e il testo I filosofi reazionari, un insieme di citazioni altrui (Maistre, de Bonald e altri filosofi della Restaurazione), intervallate da commenti di Stirner nello stile corrosivo dell'Unico.
Stirner morì in povertà a quarantanove anni il 26 giugno 1856 (non il 25 come si era inizialmente supposto e come spesso viene ancora riportato) a causa di setticemia, causata dall'infezione di un carbonchio sul collo e dalla puntura di un insetto velenoso. Alcuni hanno ipotizzato che si trattasse invece di un cancro della pelle, dato che il certificato di morte riporta il decesso per «tumore comune» in seguito a infezione in quanto all'epoca il termine veniva usato come sinonimo di tumefazione, ma non è escluso si trattasse di una neoplasia come l'epitelioma o il melanoma. Pochi amici presenziarono al funerale e tra i giovani hegeliani solo Bruno Bauer.
Il 17 marzo 1859 la madre di Stirner morì in manicomio, di «infermità dovuta a vecchiaia». Gli eredi dei pochi beni di Stirner (le sue carte) furono i cugini, figli dello zio Johann Gottlieb Reinlein. Poco tempo dopo la morte del filosofo l'amico Ludwig Bühl organizzò una colletta e fece erigere una modesta lapide. Nel 1892 fu sostituita dalla lapide odierna, finanziata ed eretta per decisione di John Henry Mackay.

### Fortuna postuma
Il primo famoso discepolo postumo di Stirner nonché suo biografo fu John Henry Mackay, che oltre a diffonderne l'opera (fu il primo traduttore in inglese), la biografia e l'immagine e modificarne la sepoltura, pagandone una nuova lapide, dettò un'iscrizione apposta sulla casa in cui Stirner morì e una dove nacque.
Una leggenda vuole che il teschio di Stirner fosse stato esumato e finito in casa di Mackay assieme alle carte dell'archivio, ma non è mai stato confermato o ritrovato nelle proprietà di Mackay. A quanto si sa non sono mai state effettuate riesumazioni. Dopo aver tentato di vendere o regalare la documentazione cartacea raccolta al British Museum di Londra intorno al 1914, poi alle autorità di Berlino, nei suoi ultimi anni Mackay decise quindi per preservarla di cederla e spedirla all'Istituto Marx-Engels-Lenin di Mosca, poi Istituto per il Comunismo e Istituto di marxismo-leninismo, in epoca stalinista, come documento dell'hegelismo pre-marxiano e della polemica tra Marx e Stirner nel lunghissimo capitolo San Max de L'ideologia tedesca. Queste carte si troverebbero tuttora negli Archivi della Federazione Russa, erede legale dell'URSS, ma non è consultabile né si conosce lo stato di conservazione dei manoscritti e dei vari fogli. Tale documentazione consta di circa 1100 volumi e 300 manoscritti.
L'Unico e la sua proprietà ebbe pubblicazioni postume in lingua non tedesca solo parecchi anni dopo, tra cui l'Italia nel 1902 per una casa editrice di ispirazione anarchica e con prefazione del traduttore Ettore Zoccoli, che prendeva però le distanze dalle idee strettamente individualiste che venivano esposte nel volume.
Stirner rimane tuttora al centro di un dibattito diffuso e animato, con un'ampia letteratura secondaria che compare in tedesco, italiano, francese e spagnolo, mentre in inglese vi sono solo interventi che sottolineano le interpretazioni anarchica ed esistenzialista del suo pensiero. Infatti il pensiero di Stirner ha cominciato ad avere effetto sulla filosofia politica solo a partire dagli inizi del XX secolo sia nell'anarchismo anticapitalista sia altrove, come nel fascismo o talvolta anche nell'anarco-capitalismo di matrice libertariana, sul miniarchismo liberale e nell'individualismo senza ulteriori aggettivi, sottolineando spesso l'enfasi posta dallo stesso Stirner sull'importanza della proprietà e dell'individuo, ma secondo molti erroneamente.

## Pensiero politico e filosofico
(Max Stirner, L'Unico e la sua proprietà, frase che apre e chiude l'opera)
Se Ludwig Feuerbach prima di lui aveva criticato Georg Wilhelm Friedrich Hegel e la religione poiché sottraevano all'uomo il suo primato di essere sensibile e sociale, Stirner va oltre, utilizzando la stessa dialettica hegeliana, contendendo il campo al materialismo dialettico e storico di Karl Marx e Friedrich Engels. A suo avviso Feuerbach cerca ancora l'essenza dell'uomo, così come Hegel, innalzando al posto del divino la natura umana come essere supremo; essendo quest'ultima immanente e non trascendente come la divinità cristiana, ciò rende la tirannia divina ancora più potente.
Questa critica è estesa a vari membri della sinistra hegeliana che avevano concezioni differenti del concetto di natura umana (dal concetto di cittadinanza a quello di lavoro umano), ma che tutti vedevano come qualcosa di superiore. L'io però non è l'uomo e secondo Stirner si deve superare l'uomo in generale poiché l'io è un Unico, un essere irripetibile e irriducibile che non si deve lasciare sottomettere o strumentalizzare da scopi o fini che non siano i propri e a causa dei quali non sarebbe più padrone di sé stesso. Stirner pone l'individuo (né buono né cattivo, ma semplicemente sé stesso, spogliato di ogni struttura) al centro del mondo di ognuno e questo individuo si assoggetta a regole altrui solo se lo ritenga conveniente per sé, se può avere dei vantaggi o evitare degli svantaggi (come rischiare la vendetta di altri individui), altrimenti è soggetto solo alle proprie leggi personali. La libertà per essere veramente tale non può derivare da una concessione altrui, ma essere il frutto di una propria conquista: «Si può perdere la libertà, ma la libertà spetta solo a noi». Questa è una scelta revocabile che si presenta all'individuo in ogni momento della sua vita e questi deve avere la proprietà della libertà, perché non basta dirsi liberi: l'io deve poter fare o non fare ciò che desidera. A Stirner non interessa realizzare l'ideale della libertà, quello a cui punta è di avere la libertà; l'uomo diventa libero se riesce a sottoporre la libertà al proprio volere, non basta l'ideale; in questa concezione l'altruismo risulta essere solo un egoismo mascherato, come nella natura stessa. Tuttavia egli non accetta pienamente l'egoismo psicologico.
Se Stirner viene universalmente (a torto o a ragione) indicato come il vero precursore di Friedrich Nietzsche (e di tutti coloro che a Nietzsche si sono ispirati), dell'anarco-individualismo e anche di gran parte del moderno esistenzialismo ateo, i precursori del pensiero stirneriano sono considerati alcuni pensatori libertini e altri legati al movimento culturale tra l'ultimo illuminismo radicale e l'individualismo sfrenato di alcuni romantici, tra cui il Marchese de Sade nei panni di filosofo, Vittorio Alfieri e William Godwin. Volendo guardare indietro nel tempo c'è anche qualche somiglianza col cinico Diogene di Sinope o con le diverse concezioni di contrasto tra physis e nomos nei sofisti quali Callicle, Trasimaco e soprattutto Antifonte, e con Epicuro. Sebbene sia stato, come Nietzsche, erroneamente identificato quale esponente del nichilismo e dell'irrazionalismo, molte delle sue pagine sono animate da un estremo razionalismo che rifiuta ogni metafisica e ogni fede. A conferma di ciò Stirner è stato inoltre avvicinato alle dottrine del positivismo, in particolare del positivismo giuridico. Tuttavia la concezione del diritto individuale assoluto di Stirner richiama anche la descrizione del diritto naturale fatta da Hobbes, che Hobbes stesso poi rifiuta in parte per evitare di cadere in uno stato di natura selvaggio, ma che invece Stirner accetta, invertendo la teoria dello Stato onnipotente hobbesiana.
L'unione degli egoisti di Stirner è stata presa come base di sviluppo per l'anarco-sindacalismo, e secondo lo storico Max Nettlau la sua opera non può che essere letta in chiave socialista.

### «L'Unico» stirneriano e il rifiuto delle religioni
(Max Stirner, L'Unico e la sua proprietà)

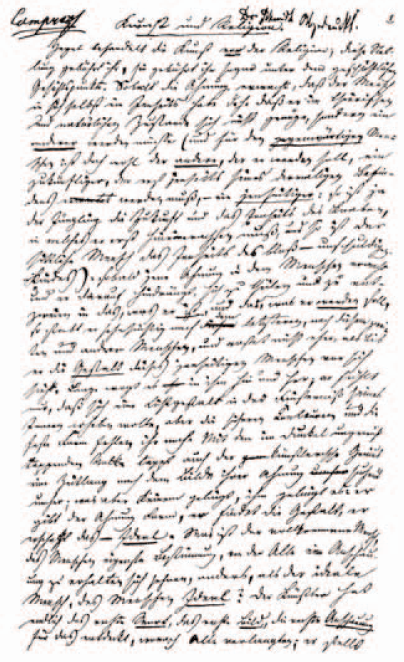
Pagina originale del manoscritto Arte e religione (1842)

Un individuo è effettivamente libero solo se spetta a lui decidere se e quando limitare la propria libertà per fini a lui propri. Il fatto stesso di avere interazioni con altri individui rende infatti impraticabile la libertà assoluta perché la libertà di un individuo non può coincidere con quella di un altro. L'importante per Stirner è che l'interazione e il conseguente sacrificio in termini di libertà costituisca una libera scelta da parte dell'individuo, finalizzata a una maggiore utilità per sé medesimo non altrimenti realizzabile. L'egoismo o individualismo di Stirner non coincide infatti né con il solipsismo né con l'apologia di un'utopica libertà assoluta.
Il rifiuto di Stato, Chiesa, religioni, istituzioni o società non è dovuto al fatto che tali entità limitano la libertà, quanto al fatto che la limitano per fini che non appartengono all'Unico (se egli è in disaccordo con essi). Di fronte al singolo tutto ciò che è in suo potere si connota come proprietà di esso, una proprietà estendibile tanto quanto è il potere in possesso dell'Unico. Stirner giunge a divinizzare l'Unico:
(da L'Unico e la sua proprietà, trad. E. Zoccoli)

Un ritratto di Stirner basato sui disegni di Friedrich Engels

Per sfruttare il proprio potere l'Unico può utilizzare ogni mezzo desideri, non esclusi l'ipocrisia e l'inganno, salvo che altri Unici non riescano a impedirglielo. Dal punto di vista delle istituzioni politiche non vi può essere alcun rapporto tra istituzioni e libertà dell'individuo. Il diritto, non essendo frutto della volontà dell'individuo, si pone al di fuori della sua individualità in quanto è stato elaborato con strumenti che esulano da essa.
Poiché i diritti gli sono concessi e non sono atto della propria libertà, ciò basta a Stirner per considerarli un qualcosa che la imbriglia in quanto non è l'Unico che si appropria dei diritti perché questi sono qualcosa che gli altri concedono, importa poco se questa concessione avvenga a opera di pochi, uno o molti. Si tagliano così i ponti anche con una concezione politica ultrademocratica in quanto la società democratica pretende anch'essa di annettere automaticamente tutti gli individui a prescindere dalla loro volontà. Un Unico può accettare anche la democrazia, ma solo se gli conviene farlo e se ne ha la volontà. L'unica forma di collettività accettabile per Stirner è difatti un'associazione di egoisti nella quale ciascun Unico entra solo per il proprio tornaconto. Un'associazione di tale tipo sarebbe basata sulla convergenza revocabile di più egoismi per scopi ben precisi.

#### Egoismo etico stirneriano
(Max Stirner, L'Unico e la sua proprietà)

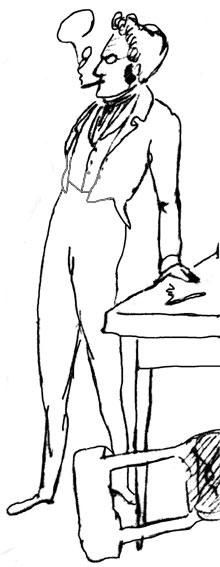
Primo piano della celebre figura intera di Stirner con la sigaretta, come appare nella caricatura di Engels del gruppo dei Liberi. Secondo Engels e altri la sola vera passione mondana di Stirner erano i sigari.

L'egoismo etico stirneriano è più di tutto un individualismo caratterizzato dall'amore per sé stessi, non dalla volontà di danneggiare altri. Stirner è stato ritenuto da alcuni per le sue provocatorie e paradossali prese di posizione un asociale-solipsista che esalta la figura dell'individuo in lotta contro tutto e tutti, ad esempio da George Woodcock, anarchico canadese del XX secolo. In realtà Stirner riconosce la socialità innata nell'uomo e il bisogno dell'uomo di vivere con gli altri: «lo stato primitivo dell'uomo non è l'isolamento o la solitudine, ma la società».
Stirner considera positivo l'associarsi per libera scelta (associazionismo) mentre considera in modo negativo quelle società basate sulla costrizione, l'abitudine, la gerarchia e l'autoritarismo in quanto (in polemica con Hegel) società da disprezzare poiché rigide, collettive e sacrali. Per Stirner è normale e legittimo che nell'atto di associarsi si rinunci ad alcune libertà; ciò che Stirner non accetta è la limitazione della propria individualità che si ritrova nello Stato e nella società rigida in nome di un patto sociale eterno e sottoscritto da altri. La differenza tra Stato e associazione non sta quindi nella limitazione della libertà, ma nel differente rapporto che si instaura tra l'individuo e le suddette forme sociali: «Lo Stato è sacro di fronte a me, all'individuo singolo, rappresenta il vero uomo, lo spirito, il fantasma. L'associazione invece è creazione mia, non è sacra, non rappresenta un sacro potere al di sopra di me».

Max Stirner, uno dei ritratti di Felix Vallotton

Stirner respinse anche la presunta vicinanza (fatta propria da alcuni teorici o ispiratori dell'anarco-capitalismo) delle sue teorie con il liberismo sia ne L'Unico e la sua proprietà (seppur considerando la concorrenza come un accordo legittimo fra Unici) sia nel testo successivo La società degli straccioni. Critica del liberalismo, del comunismo, dello Stato e di Dio. Una parte importante de L'Unico e la sua proprietà dimostra come non esiste una vera e assoluta libera concorrenza in presenza di uno Stato, seppur minimo, in questo avvicinabile alle teorie citate. La libera concorrenza significa uguaglianza davanti allo Stato, ma l'uguaglianza di fronte al fantasma di uno Stato dissolve quella che è la concezione stirneriana dell'Unico come differenza assoluta e non differenza da. Si concorre sempre e solo con la grazia dello Stato, che in altre parole concede diritti (tra i quali quello di potere essere in concorrenza) solo per formarsi dei servi. Infatti buona parte del suo pensiero sottintende un pensiero anti-capitalista di matrice individualista e titanico-romantica.
Secondo Stirner colui che non pensa ad altro che a sé è «un uomo che non conosce e non sa apprezzare nessuna delle gioie provenienti dall'interesse e dalla stima che si ha per gli altri». Evidenziando inoltre quell'aspetto dell'uguaglianza nella diversità in un pensiero che il filosofo rivolge a tutti: «Sono forse realmente degli egoisti coloro che sono associati in un organismo in cui uno è schiavo o servo di un altro? [...] Gli schiavi non hanno ricercato questa società per egoismo, ma essi sono nel loro cuore egoista contro queste belle associazioni. Queste non sono "associazioni di egoisti", ma società religiose, comunità tenute in sano rispetto del diritto e della legge».

### Differenze sostanziali con concezioni fasciste e collettiviste
(Max Stirner, L'Unico e la sua proprietà)

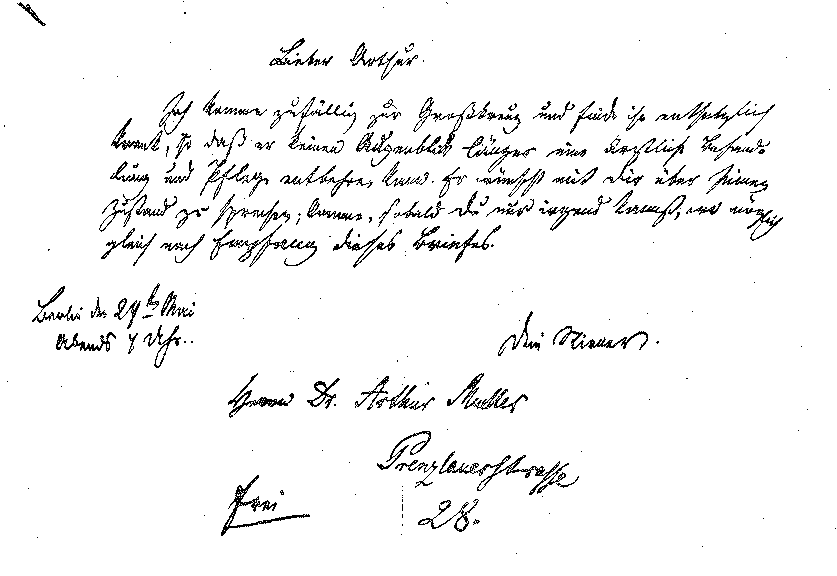
Lettera autografa di Stirner

Stirner teorizza una sorta di libera cooperazione e libera associazione tra egoisti, senza teorizzare il conseguente ineluttabile innalzamento di un io più forte che estende il proprio dominio su tutti gli altri, come vorrebbero alcune riletture di estrema destra, quale fu l'interpretazione fascista mussoliniana, distorcendo secondo i critici sia Stirner sia Nietzsche.
Per il fascismo l'io innalzato, cioè il duce o condottiero, diventa intoccabile in quanto guida spirituale protetta dallo Stato in maniera sacrale, quasi gentiliana. Per gli stirneriani tale condottiero può salire al comando elevandosi sui borghesi, ma non ne ha il diritto eterno (autoritarismo o Führerprinzip che sia), ossia chiunque può scalzarlo o disobbedirgli se ritiene di farlo in quanto ogni potere imposto sull'unico è un abuso. L'unica forma possibile per la liberazione dell'io dalle autorità e dalle istituzioni che cercano di renderlo schiavo e di limitarlo è la rivolta individuale, non una rivoluzione.

### Rivoluzione e rivolta
Stirner differenzia la rivoluzione dalla ribellione (Empörung), asserendo che la prima serve a eliminare delle istituzioni e ricrearne altre mentre la seconda deriva dall'insoddisfazione dell'individuo per un impeto egoistico e non sociale e politico che porta al sottrarsi da ogni istituzione possibile.
La ribellione è collegabile alla versione individualista della Verwirrung di Mikhail Bakunin e agli anarchici «distruttori».

## Influenze
(Émile Armand)

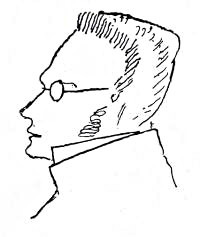
Profilo di Max Stirner, disegnato da Friedrich Engels

Il pensiero di Stirner avrà influenza principalmente sul movimento anarchico del XX secolo, prima incentrato solo sui teorici classici come Pierre-Joseph Proudhon e Michail Bakunin, che fu il primo a unire nelle proprie teorie l'anarchismo di Proudhon e William Godwin con quello di Stirner.
La filosofia di Stirner, spesso espressa provocatoriamente in iperboli al fine di spiegare meglio il proprio pensiero, ha suscitato a sua volta accesi dibattiti che hanno coinvolto personaggi di estrazione ideologica molto diversa tra loro, tra i quali i socialisti collettivisti Karl Marx e Friedrich Engels, il dittatore fascista Benito Mussolini, (i primi due internazionalisti, l'ultimo nazionalista),  il giovane Giovanni Papini, gli esponenti dell'anarco-individualismo come Émile Armand (anarco-naturista) e Zo d'Axa, Albert Camus, il giurista nazionalsocialista Carl Schmitt, l'«anarchico di destra» Ernst Jünger, i teorici dell'anarco-sindacalismo, i dadaisti e i situazionisti. Emma Goldman si ispirò anche a Stirner per la sua teoria dell'anarco-femminismo; il femminismo libertario vide Stirner come un importante pensatore, per il suo rigetto della figura tradizionale della donna, a cui preferisce tipologie femminili considerate solitamente immorali, come cortigiane, etere, prostitute e donne di liberi costumi.
Esistono anche forti somiglianze del pensiero stirneriano col socialismo libertario e individualista esposto dallo scrittore dell'estetismo inglese Oscar Wilde nel suo saggio L'anima dell'uomo sotto il socialismo (cfr. anche la voce Oscar Wilde esteta socialista).

### Anarco-capitalismo, libertarianismo e illegalismo
(da L'Unico e la sua proprietà)
C'è anche chi ha avvicinato Stirner alle ispirazioni di certi anarco-capitalisti e libertariani sulla scia di pensatori statunitensi quali Benjamin Tucker e Lysander Spooner come Ayn Rand, Murray Rothbard, Walter Block e Robert Nozick, ma spesso questa derivazione, seppur le idee di Stirner siano state anche interpretate come individualiste in questo preciso senso, è negata sia dagli anarchici (ribadendo l'avversione di Stirner al capitalismo borghese) sia dai liberali, evidenziando la mancanza di rispetto tributata da Stirner ai diritti naturali, specie alla proprietà privata altrui che non è proprietà dell'Unico ma che secondo Stirner l'Unico può invece violare, all'etica del lavoro e ai valori di qualsiasi tipo (apprezzati ad esempio in ambito di paleolibertarianismo), nonché la sua indifferenza beffarda verso il principio di non aggressione, a cui non riconosce cogenza morale per l'Unico, scrivendo:
(Max Stirner, L'Unico e la sua proprietà)
Da qui l'avvicinamento di Stirner all'illegalismo, cioè un comportamento o una condotta politica che contrasta le leggi dello Stato, praticando l'illegalità, in genere come forma di protesta e sussistenza. Solitamente, il termine è usato in riferimento a una tendenza dell'anarchismo, spesso legata all'anarchismo individualista. L'illegalismo anarchico difatti si fonda sull'anarchismo egoista e sulla filosofia di Stirner come giustificazione del comportamento criminale (di solito rapine, furti, taccheggio, sabotaggio, truffa) a fini ribellistici e individualisti, e anticapitalisti.
Come gli anarchici classici, essi sono anche forti avversari dell'idea di lavoro subordinato e di mercato. Famosi illegalisti furono Jules Bonnot, Raymond Callemin, Renzo Novatore, Sante Pollastri, Marius Jacob.
Il giornalista anarcocapitalista rothbardiano Guglielmo Piombini pronuncia quindi una dura critica allo stirnerismo come ideologia collegabile sia all'autoritarismo e all'estrema sinistra (anarchica socialista o illegalista) sia alla criminalità, critica che riprende molti attacchi del passato tra cui quelli del primo traduttore italiano Zoccoli:
(Guglielmo Piombini, Stirner, nemico dell'individuo e della sua proprietà)

### Friedrich Nietzsche

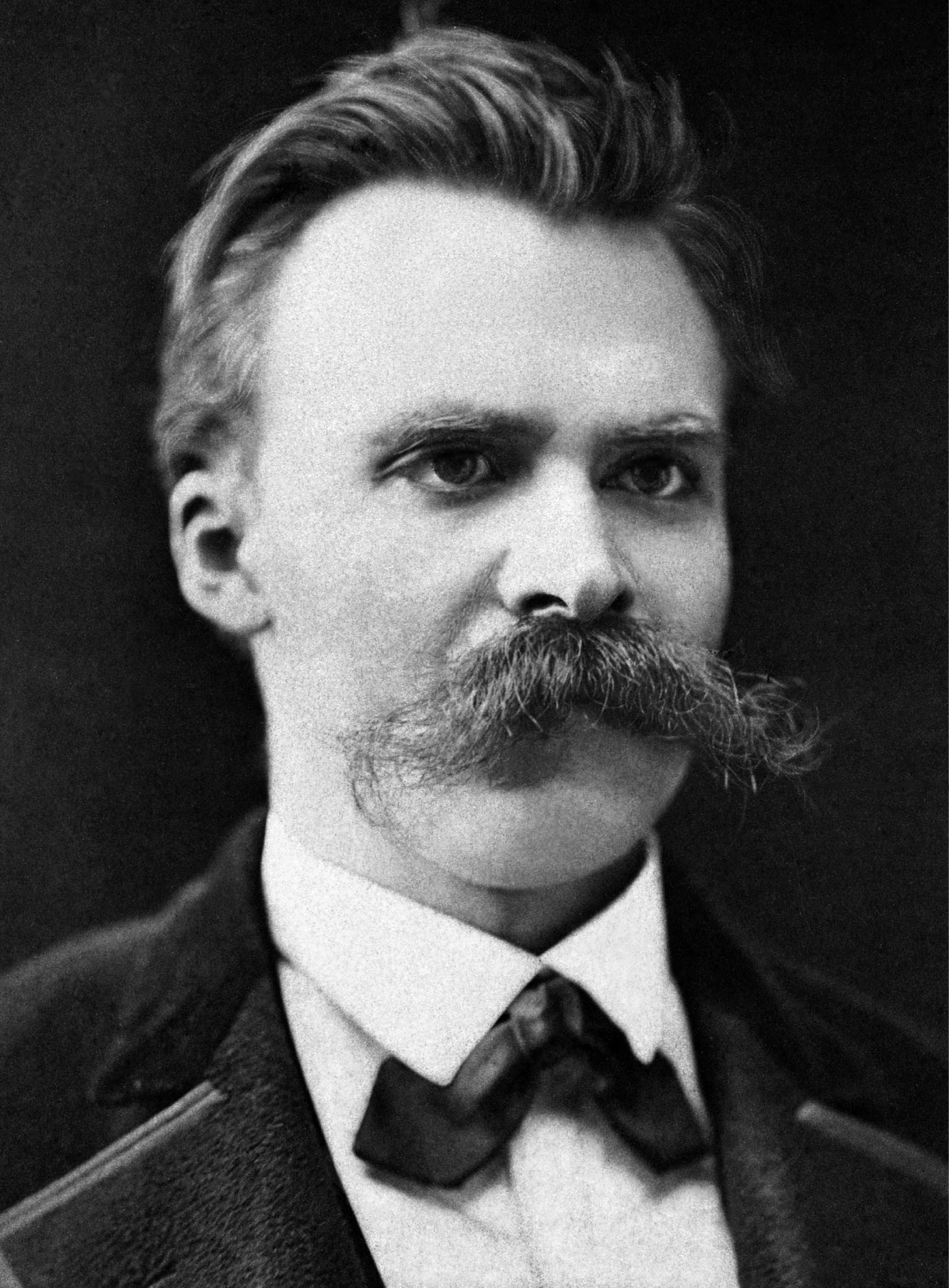
Friedrich Nietzsche, di cui si discute l'influenza avuta o meno da Stirner e il suo pensiero

Un approfondimento merita il rapporto tra Stirner e Friedrich Nietzsche, ex amico di Wagner, concittadino postumo a Bayreuth di Stirner, ed ex seguace di Schopenhauer (quest'ultimo, prussiano come l'autore dell'Unico fu pressoché contemporaneo di Schmidt, nonché frequentatore e poi docente-rivale di Hegel nella stessa università, ma non conobbe mai Stirner né probabilmente la sua opera). Bernd Laska sostiene che Nietzsche (che a Stirner si ispirò) non riconobbe esplicitamente i suoi debiti nei confronti di Stirner e anzi confidò ad alcuni suoi allievi il timore di essere accusato di plagio nei suoi confronti. Negò di aver mai letto il suo libro, cosa che invece risultò alcuni anni dopo la sua morte. Questa opinione di Laska è però criticata da altri.
Nei commentari dell'edizione critica Colli-Montinari e nelle numerose biografie sul filosofo gli autori sostengono che Nietzsche abbia mai espresso alcun timore di plagio con i suoi allievi, anche perché negli anni in cui Nietzsche insegnò la disciplina di cui era docente era filologia classica e non filosofia. Nietzsche pare inoltre che non fosse in possesso di alcun libro di Stirner, o non risultano tali volumi nel suo archivio.
L'opinione di Laska si basa invece sul fatto che Adolf Baumgartner, allievo di Nietzsche, avrebbe preso in prestito L'Unico e la sua proprietà dalla biblioteca universitaria di Basilea su consiglio di Nietzsche stesso e sul fatto che in un discorso tra Nietzsche e la moglie di Franz Camille Overbeck, un teologo protestante e amico intimo, comparve il nome di Stirner:
(riportato da Bernd Laska)
Sempre secondo le medesime testimonianze Nietzsche avrebbe definito l'opera di Stirner come «la più temeraria e consequenziale dai tempi di Hobbes». Nietzsche intravide ne L'Unico e la sua proprietà un nucleo su cui costruire il proprio nichilismo attivo e da Stirner trasse spunti in particolare per Il crepuscolo degli idoli. Nella prefazione all'edizione Adelphi Roberto Calasso definisce così il testo di Stirner: «la vera "filosofia del martello", che Nietzsche non sarebbe mai riuscito a praticare, perché troppo irrimediabilmente educato, si compie nelle brevi, tempestanti, offensive frasi che compongono l'Unico».

### Nella cultura di massa
A livello popolare e in particolare musicale il cantautore Fabrizio De André rivelò la sua ammirazione giovanile per Stirner, uno dei motivi per cui si disse anarchico.
Anche l'attore e drammaturgo Carmelo Bene era un ammiratore di Stirner, di cui scrisse:
(Carmelo Bene)

## Opere
- L'Unico e la sua proprietà,[118] Reclam, 1981, ISBN 3-15-003057-9 (prima edizione 1845 [1844]).
- Scritti minori con l'aggiunta degli ultimi ritrovamenti,[119] 2012, pp. 270. Nuova edizione 2021, pp. 312.  ISBN 979-1281460096
- Geschichte der Reaktion, 2 volumi, Berlino, 1852 (storia della reazione).
- Parerga, Kritiken, Repliken, a cura di Bernd A. Laska, Norimberga, 1986. ISBN 3-922058-32-9.
- Kleinere Schriften und seine Entgegnungen auf die Kritik seines Werkes: 'Der Einzige und sein Eigentum'. Aus den Jahren 1842-1847, a cura di John Henry Mackay, Berlino, 1898.
- Replica a Feuerbach, Bauer, Hess, 1845.[120]
- I falsi principi della nostra educazione. Ovvero umanesimo e realismo, a cura di John Henry Mackay, Charlottenburg, 1911.[121]
- La società degli straccioni. Critica del liberalismo, del comunismo, dello Stato e di Dio, a cura di Fabio Bazzani, Firenze, Editrice Clinamen, 2013.